# Boylea
Boylea is een geslacht van eenoogkreeftjes uit de familie van de Bomolochidae. De wetenschappelijke naam van het geslacht is voor het eerst geldig gepubliceerd in 1977 door Cressey.

## Soorten
- Boylea longispica Cressey, 1977
- Boylea quilonensis Balaraman, 1983